# Емил Варадинов
Емил Варадинов (роден на 1 декември 1975), наричан по прякор Дъвката, е бивш български футболист, вратар. Голяма част от кариерата му преминава в Миньор (Перник). За отбора изиграва общо 184 мача в професионалния футбол – 59 мача в А група и 125 мача в Б група.

## Биография
Роден е на 1 декември 1975 г. в Перник. Висок е 190 см и тежи 93 кг. Играл е за Миньор (Перник), Спартак (Варна) (3 мача в турнира Интертото през 2001 г.) и Беласица. Полуфиналист за Купата на ПФЛ през 1997 г. с Миньор (Пк). Има 14 мача за младежкия национален отбор. Понастоящем е треньор на вратарите на ПФК „Миньор“ Перник.

## Статистика по сезони
- Миньор (Пк) – 1992/93 – Б група, 23 мача
- Миньор (Пк) – 1993/94 – Б група, 19 мача
- Миньор (Пк) – 1994/95 – В група, 27 мача
- Миньор (Пк) – 1995/96 – Б група, 35 мача
- Миньор (Пк) – 1996/97 – А група, 5 мача
- Миньор (Пк) – 1997/98 – А група, 15 мача
- Миньор (Пк) – 1998/99 – А група, 13 мача
- Миньор (Пк) – 1999/00 – А група, 10 мача
- Миньор (Пк) – 2000/01 – А група, 16 мача
- Миньор (Пк) – 2001/02 – Б група, 16 мача
- Миньор (Пк) – 2002/03 – В група, 19 мача
- Беласица – 2003/04 – А група, 10 мача
- Беласица – 2004/ес. - А група, 2 мача
- Миньор (Пк) – 2005/пр. – В група, 12 мача
- Миньор (Пк) – 2005/06 – Б група, 22 мача
- Миньор (Пк) – 2006/07 – Б група, 10 мача
- Струмска слава – 2008/09 – В група
- Струмска слава – 2009/10 – В група
- Струмска слава – 2010/11 – В група
- Струмска слава – 2011/12 – В група